# 泄殖腔

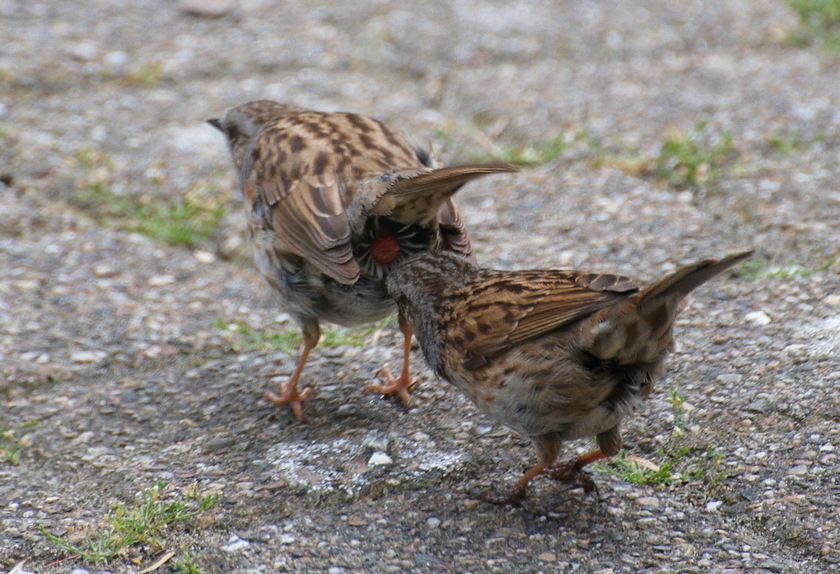
一隻林岩鹨 (Prunella modularis) 的泄殖腔。

泄殖腔是某些脊椎动物后肠末端膨大空腔，消化管、输尿管和生殖管最末端在此处汇合，具有排粪、排尿和生殖功能。
泄殖腔口（cloacal opening）即泄殖孔（cloacal pore）则是这些脊椎动物排泄粪尿及生殖的共同向体外的开口。
一般有泄殖腔的动物都属于两栖类、爬虫类、鸟类及哺乳类的单孔目。上述动物直肠末端较其他脊椎动物直肠大并成为动物排尿、排粪及产卵的出口，所以称之为泄殖腔。除此之外，泄殖腔腺與一些爬行動物、有袋動物、兩棲動物和单孔目動物的氣味標記行為有關。鳥類泄殖腔除了排遺及生產用途外亦是交配時器官接合处。
人類在胚胎時期亦有一個原始的胚胎泄殖腔，在泌尿系統及生殖系統發展的時候分開。有部份性器官發展失調患者或美人魚綜合症患者的胚胎泄殖腔未能分化成為各條通道并在出生後保留。
人类的肛管与鸟类的泄殖腔，在上皮复杂性、腺体功能性、神经敏感性，以及括约肌系统有着明显的差异。